# Leskovica (Babušnica)
Pour les articles homonymes, voir Leskovica.
Leskovica (en serbe cyrillique : Лесковица) est un village de Serbie situé dans la municipalité de Babušnica, district de Pirot. Au recensement de 2011, il comptait 7 habitants.

## Démographie
| 1948 | 1953 | 1961 | 1971 | 1981 | 1991 | 2002 | 2011 |
| ---- | ---- | ---- | ---- | ---- | ---- | ---- | ---- |
| 332  | 327  | 322  | 307  | 193  | 59   | 31   | 7    |

|  |